# Liste der Biografien/It
Liste der Biografien |
Portal Biografien |
Personensuche
# |
A |
B |
C |
D |
E |
F |
G |
H |
I |
J |
K |
L |
M |
N |
O |
P |
Q |
R |
S |
T |
U |
V |
W |
X |
Y |
Z |
?
 
Ia |
Ib |
Ic |
Id |
Ie |
If |
Ig |
Ih |
Ii |
Ij |
Ik |
Il |
Im |
In |
Io |
Ip |
Iq |
Ir |
Is |
It |
Iu |
Iv |
Iw |
Ix |
Iy |
Iz
Die Liste der Biografien führt alle Personen auf, die in der deutschsprachigen Wikipedia einen Artikel haben. Dieses ist eine Teilliste mit 402 Einträgen von Personen, deren Namen mit den Buchstaben „It“ beginnt.

## It

### Ita
- Ita, Königstochter der altägyptischen 12. Dynastie
- Ita von Entringen (1206–1273), deutsche Adelige, Gattin von Swigger von Gundelfingen
- Ita von Lothringen, Stifterin des Klosters Muri
- Ita von Nellenburg, Klosterstifterin
- Itabashi, Fumio (* 1949), japanischer Jazzmusiker
- Itabashi, Takumi (* 1978), japanischer Politologe
- Itagaki, Hiroshi (* 1945), japanischer Skisportler
- Itagaki, Koharu (* 2010), deutsch-japanische Tischtennisspielerin
- Itagaki, Nobukata (1489–1548), Gefolgsmann und Truppenführer der Takeda (Klan)
- Itagaki, Paru (* 1993), japanische Mangaka und Illustratorin
- Itagaki, Seishirō (1885–1948), General der kaiserlich japanischen ArmeeItagaki Seishirō (1885–1948)

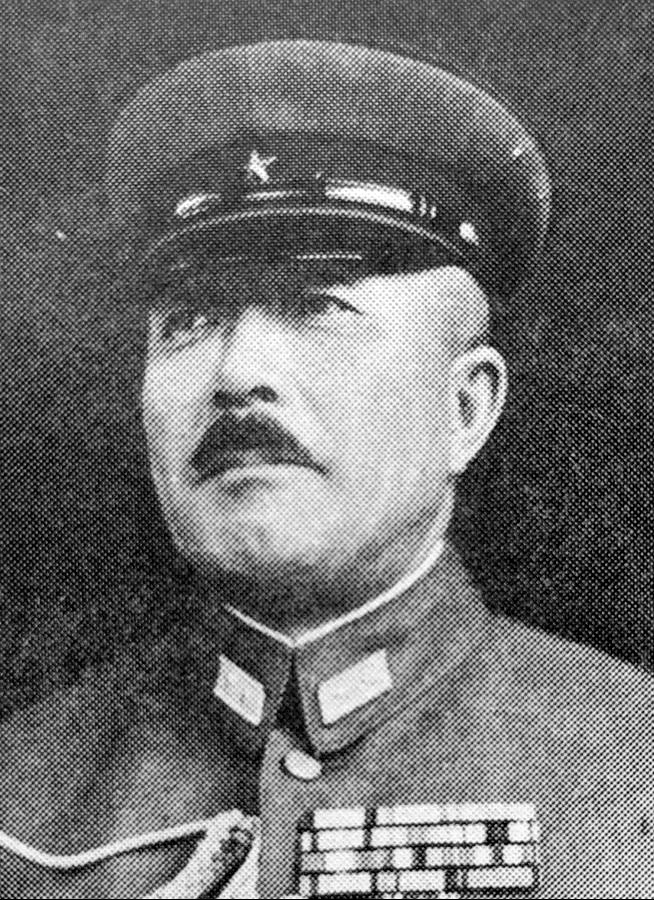
Itagaki Seishirō (1885–1948)

- Itagaki, Taisuke (1837–1919), japanischer Staatsmann
- Itagaki, Takafusa, japanischer Badmintonspieler
- Itagaki, Yoshinori, japanischer Badmintonspieler
- Itaia, Quaski (* 1984), nauruischer Leichtathlet
- Itakayt (II.), Königstochter der altägyptischen 12. Dynastie
- Itakayt (I.), Königstochter der altägyptischen 12. Dynastie
- Itakura, Katsukiyo (1823–1889), japanischer Daimyō
- Itakura, Katsushige (1545–1624), japanischer Daimyō
- Itakura, Katsuyuki (1943–2014), japanischer Jazzmusiker
- Itakura, Kenta (* 2002), japanischer Fußballspieler
- Itakura, Kō (* 1997), japanischer FußballspielerKō Itakura (* 1997)

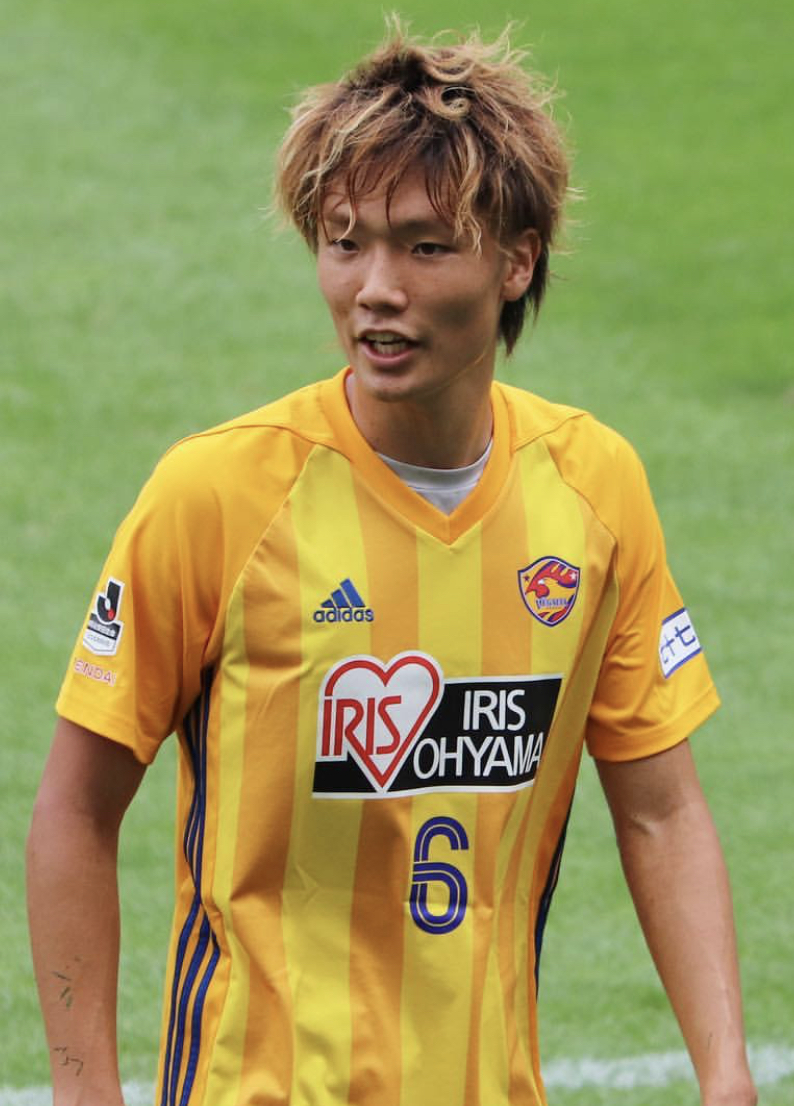
Kō Itakura (* 1997)

- Itakura, Seikō (1895–1964), japanischer Maler
- Itakura, Takeru (* 1998), japanischer Fußballspieler
- Ital, Gerta (1904–1988), deutsche Künstlerin, Schauspielerin, Autorin, Zen-Buddhistin und Mystikerin
- Ital, Natalie (1968–2016), deutsche Künstlerin im Bereich experimentelle Fotografie
- Itälä, Ville (* 1959), finnischer EU-Beamter, Politiker, Mitglied des Reichstags, MdEP
- Italeli, Iakoba, tuvaluischer Politiker
- Italia, Angelo (1628–1700), italienischer Architekt
- Italia, Rosario (* 1958), deutscher Boulespieler
- Italia, Salom, italienischer Kupferstecher
- Italiaander, Rolf (1913–1991), deutscher Schriftsteller und Kunstsammler
- Italianer, Alexander (* 1956), niederländischer EU-Beamter
- Italiano, Federico (* 1976), italienischer Lyriker, Literaturwissenschaftler, Übersetzer und Herausgeber
- Italiano, Jacob (* 2001), australischer Fußballspieler
- Italicus, cheruskischer Fürst
- Italiener, Bruno (1881–1956), deutscher liberaler Rabbiner
- Itälinna, Vilma (* 2003), finnische Leichtathletin
- Itallie, Jean-Claude van (1936–2021), US-amerikanischer Schriftsteller und Dramatiker
- Itallie, Leopold van (1866–1952), niederländischer Pharmakologe und Toxikologe
- Italo Reno, deutscher Rapper
- Itami, Jūzō (1933–1997), japanischer Schauspieler und FilmregisseurJūzō Itami (1933–1997)

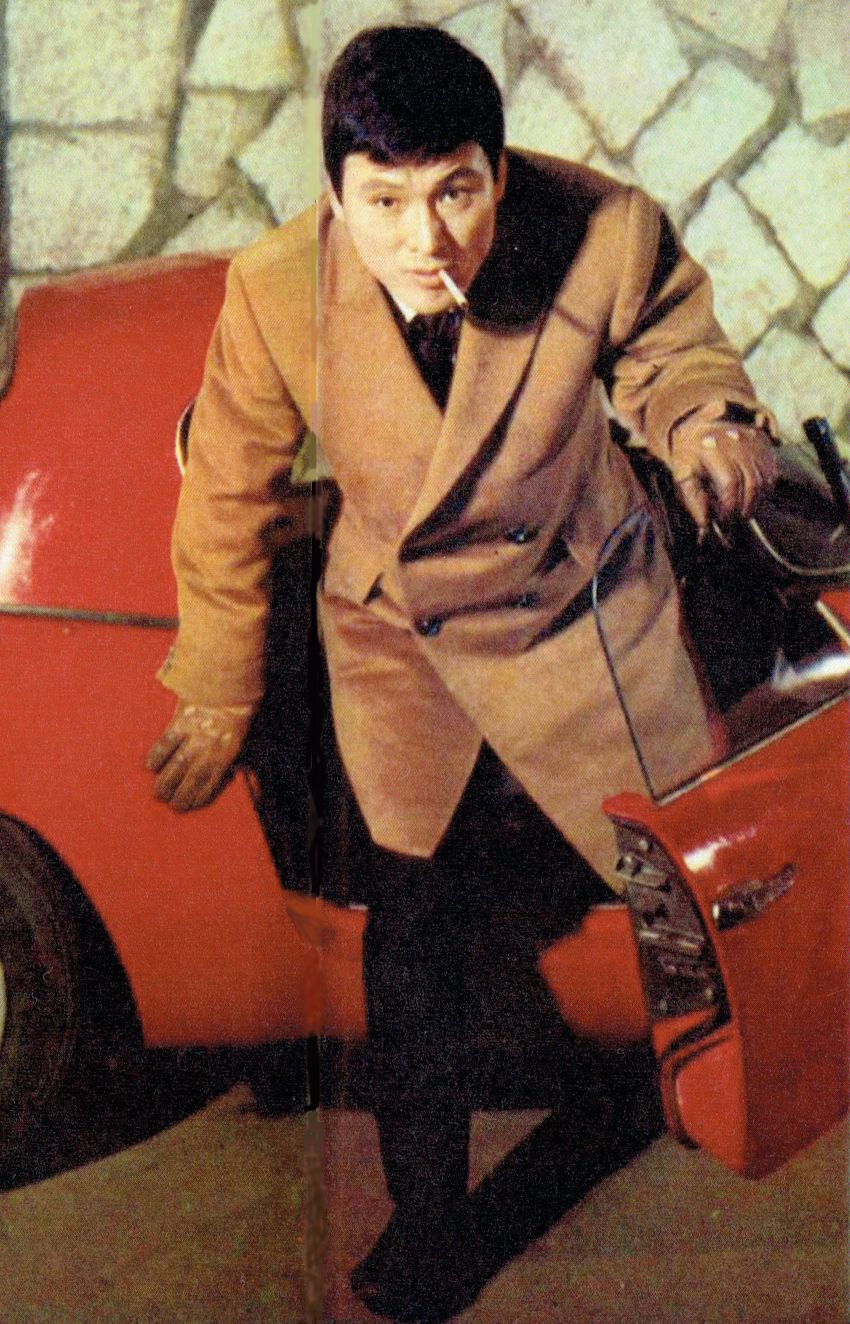
Jūzō Itami (1933–1997)

- Itami, Ken’ichirō (* 1971), japanischer Chemiker
- Itami, Kenji (* 1988), japanischer Straßenradrennfahrer
- Itami, Mansaku (1900–1946), japanischer Regisseur und Drehbuchautor
- Itämies, Iiro (* 1972), finnischer Eishockeytorhüter
- Itandje, Charles (* 1982), kamerunisch-französischer Fußballspieler
- Itani, Frances (* 1942), kanadische Schriftstellerin und Lyrikerin
- Itani, Jun’ichirō (1926–2001), japanischer Anthropologe und Verhaltensforscher
- Itano, Harvey (1920–2010), US-amerikanischer Biochemiker und Pathologe
- Itaperuna, Léo (* 1989), brasilianischer Fußballspieler
- Itard, Jean (1774–1838), französischer Arzt und Taubstummenlehrer
- Itard, Jean (1902–1979), französischer Mathematikhistoriker
- Itaya, Hazan (1872–1963), japanischer Töpfer
- Itaya, Hiromasa (1729–1797), japanischer Maler der mittleren Edo-Zeit
- Itaya, Hiroshi, japanischer Jazzmusiker
- Itaya, Hirotaka (1786–1831), japanischer Maler der mittleren Edo-Zeit

### Ite
- Iteka, Patrick (1938–1993), tansanischer Geistlicher, römisch-katholischer Bischof von Mahenge
- Item, Georges (1927–1990), Schweizer Maler und Lithograf
- Iten, Albert (* 1962), Schweizer Radsportler und Weltmeister
- Iten, Andreas (* 1936), Schweizer Politiker (FDP) und Schriftsteller
- Iten, Bonaventura (1909–1996), Schweizer Politiker (FDP)
- Iten, Dominique Marcel (* 1986), Schweizer Radiomoderator
- Iten, Doris (* 1961), Schweizer Politikerin der Schweizerischen Volkspartei (SVP) und Unternehmerin
- Iten, Helen (* 1968), Schweizer Jazzmusikerin (Gesang)
- Iten, Johann, eidgenössischer Ammann und Landvogt
- Iten, Joseph (* 1943), Schweizer Rechtsanwalt und Politiker (CVP)
- Iten, Karin (1956–2010), Schweizer Eiskunstläuferin
- Iten, Klemens (1789–1875), Schweizer Politiker
- Iten, Klemens (1858–1932), Schweizer Politiker (FDP)
- Iten, Marina, Schweizer Jazzmusikerin (Saxophon, Komposition)
- Iten, Meinrad (1867–1932), Schweizer Porträt- und Landschaftsmaler
- Iten, Stefan (* 1985), Schweizer Fussballspieler
- Iten, Werner E. (1890–1960), Schweizer Jurist, Verbandsfunktionär und Kantonsrat (FDP)
- Iter, Lucius († 1549), Bischof von Chur
- Iterson, Frederik van (1877–1957), niederländischer Bauingenieur
- Iterson, Jan Egens van (1842–1901), niederländischer Mediziner
- Iterson, Martijn van (* 1970), niederländischer Jazz-Gitarrist
- Iterson-Knoepfle, Olga van (1879–1961), deutsch-niederländische Malerin
- Ites, Marcus (1883–1962), deutscher evangelischer Pädagoge, Publizist und Historiker
- Ites, Otto (1918–1982), deutscher Marineoffizier
- Iteti Schedu, altägyptischer Beamter der 5. Dynastie

### Itg
- Itgenshorst, Tanja (* 1967), deutsche Althistorikerin

### Ith
- Ith, Johann Samuel (1747–1813), Schweizer Theologe
- Ith-Wille, Henriette (1885–1978), Schweizer Esperantistin und Pazifistin
- Ithacius, Bischof von Ossonoba (Faro, Portugal)
- Ithete, Natangwe (* 1976), namibischer Politiker (SWAPO)
- Itḫi-Teššup, König von Arrapḫa
- Ithier, Kanzler Pippins des Jüngeren und Karls des Großen, Abt von Saint-Martin de Tours
- Ithier, Jean-Dominique († 1672), französischer Bischof
- Itȟó, Tȟoká, Häuptling, Schamane und Redner der Yankton-Sioux
- Ithurralde, Ignacio (* 1983), uruguayischer Fußballspieler
- Ithursarry, Didier (* 1970), französischer Jazzmusiker (Akkordeon)

### Iti
- Iti, altägyptischer König (Pharao) der 8. Dynastie
- Itiberê da Cunha Luz, Brasílio (1896–1967), brasilianischer Komponist
- Itiberê da Cunha, Brasílio (1846–1913), brasilianischer Komponist und Diplomat
- Itiberê da Cunha, João (1870–1953), brasilianischer Komponist und Musikkritiker
- Itié, Giselle (* 1982), brasilianische Fernsehschauspielerin
- Itigelow, Daschi-Dorscho (1852–1927), burjatischer buddhistischer ReligionsführerDaschi-Dorscho Itigelow (1852–1927)

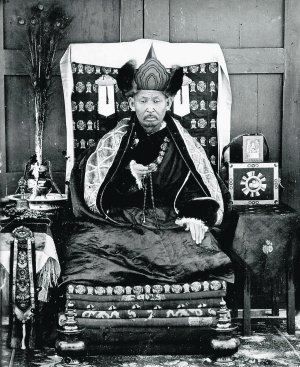
Daschi-Dorscho Itigelow (1852–1927)

- Itiibiqer, altägyptischer Beamter, Bürgermeister von Assiut
- Itika, altägyptischer Beamter des Königshauses
- Itin, Ilya (* 1967), russischer Pianist und Musikpädagoge

### Itj
- Itjiesch, Pharao der altägyptischen Prädynastik

### Itk
- Itkin, Nick (* 1999), US-amerikanischer Florettfechter
- Itkina, Marija (1932–2020), sowjetische Leichtathletin in der Disziplin Sprint
- Itkis, Michail Grigorjewitsch (* 1942), russischer Kernphysiker
- Itkonen, Erkki (1913–1992), finnischer Sprachwissenschaftler und Finnougrist
- Itkonen, Esa (* 1944), finnischer Linguist, Philosoph und Sprachtheoretiker
- Itkonen, Juha (* 1975), finnischer Schriftsteller

### Itl
- Itlmann, Jaime (1924–2005), chilenischer Sprinter

### Ito
- Ito (* 1975), spanischer Fußballspieler und Fußballtrainer
- Itō Noe (1895–1923), japanische Feministin und Anarchistin der Taishō-Zeit
- Ito Seiyu (1882–1961), japanischer Maler und Autor
- Itō Takashi (1894–1982), japanischer Maler
- Itō, Akira (* 1972), japanischer Fußballspieler
- Itō, Aoi (* 2004), japanische Tennisspielerin
- Itō, Atsuki (* 1998), japanischer Fußballspieler
- Itō, Atsushi (* 1983), japanischer Fußballspieler
- Itō, Ayasa (* 1996), japanische Seiyū
- Itō, Ayuko (* 1986), japanische Shorttrackerin
- Itō, Chieko (* 1954), japanische Eisschnellläuferin
- Itō, Chūta (1867–1954), japanischer Architekt
- Itō, Daiki (* 1985), japanischer Skispringer
- Itō, Daisuke (1898–1981), japanischer Drehbuchautor und Filmregisseur
- Itō, Daisuke (* 1975), japanischer Rennfahrer
- Itō, Daisuke (* 1987), japanischer Fußballspieler
- Itō, Dan (* 1975), japanischer Fußballspieler
- Itō, Einosuke (1903–1959), japanischer Schriftsteller
- Itō, Emi (1941–2012), japanische Sängerin
- Itō, Fujio (* 1945), japanischer Radrennfahrer
- Itō, Gemboku (1801–1871), japanischer Mediziner
- Itō, Genta (* 2000), japanischer Fußballspieler
- Itō, Gō (* 1994), japanischer Fußballspieler
- Itō, Gōshi (* 1992), japanischer Eishockeyspieler
- Itō, Hakudai (1896–1932), japanischer Maler
- Itō, Hirobumi (1841–1909), japanischer Politiker und Staatsmann; 1., 5., 7. und 10. Premierminister von Japan
- Itō, Hiroki (* 1978), japanischer Fußballspieler
- Itō, Hiroki (* 1999), japanischer FußballspielerHiroki Itō (* 1999)

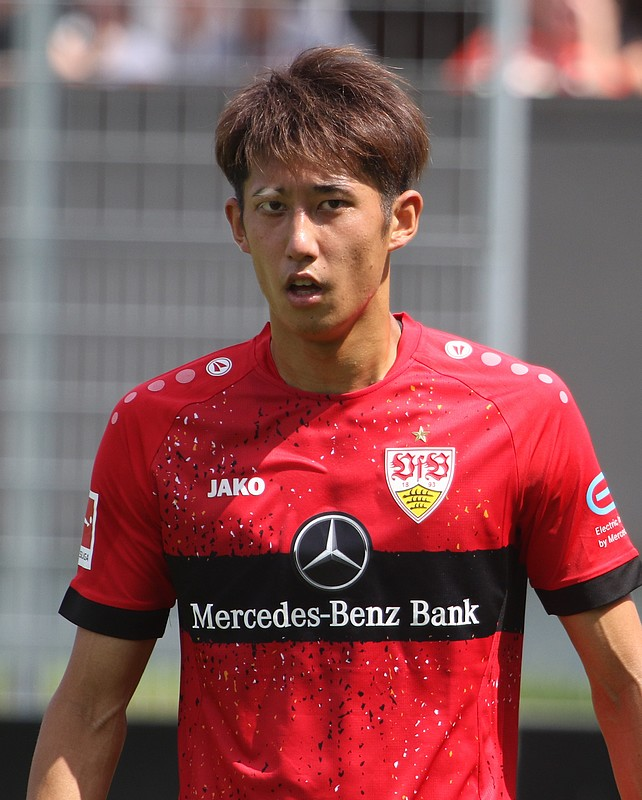
Hiroki Itō (* 1999)

- Itō, Hiromi (* 1955), japanische Schriftstellerin
- Itō, Itchō (1945–2007), japanischer Politiker und Bürgermeister von Nagasaki
- Itō, Jakuchū (1716–1800), japanischer Maler
- Itō, Jinsai (1627–1705), japanischer konfuzianischer Philosoph
- Itō, Jōichi (* 1966), japanischer Aktivist, Unternehmer und Investor für Risikokapital
- Itō, Junji (* 1963), japanischer Manga-ZeichnerJunji Itō (* 1963)

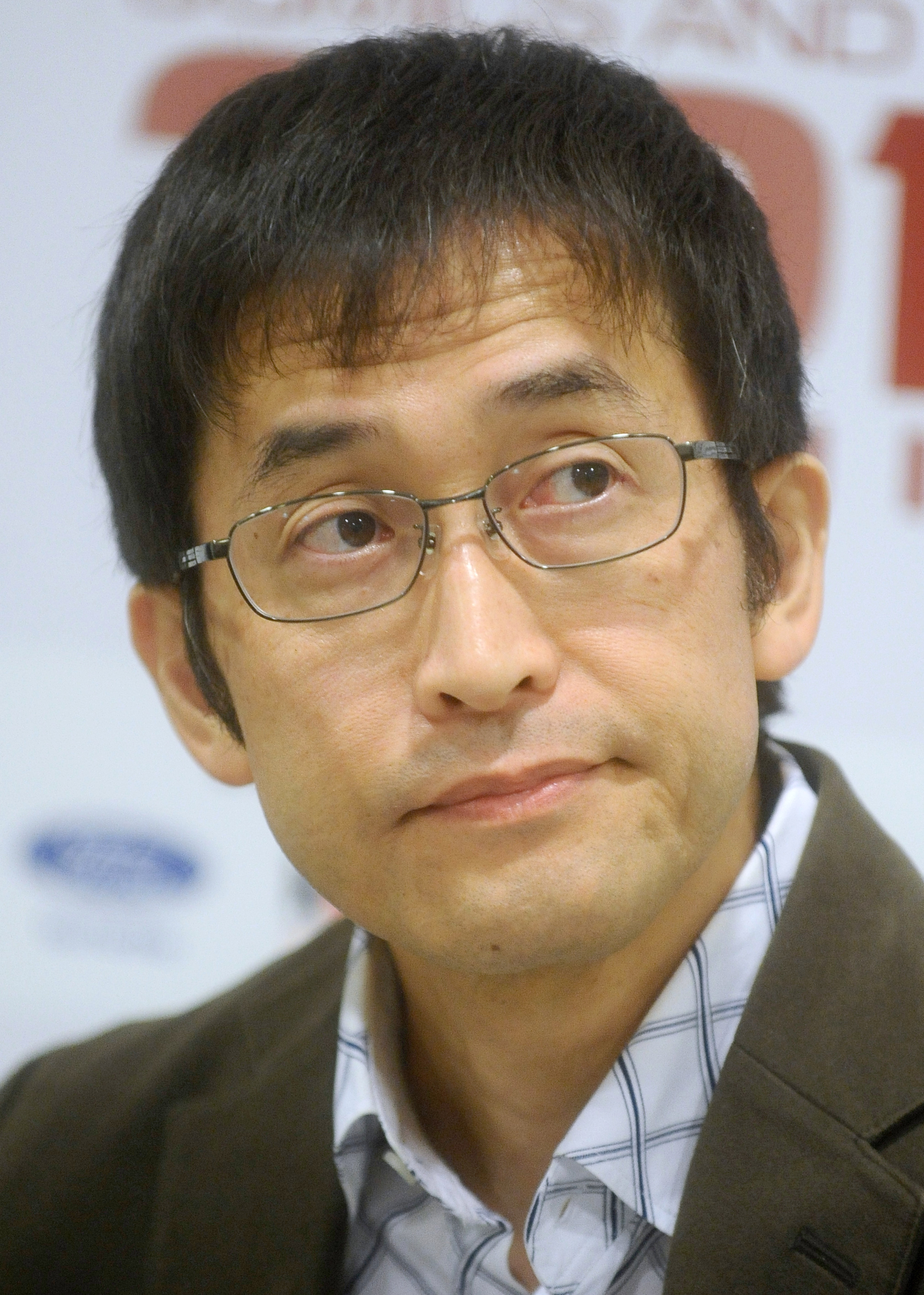
Junji Itō (* 1963)

- Itō, Jun’ya (* 1993), japanischer Fußballspieler
- Itō, Jun’ya (* 1998), japanischer Fußballspieler
- Itō, Kana (* 1985), japanische Badmintonspielerin
- Itō, Kanae (* 1986), japanische Synchronsprecherin und Sängerin
- Itō, Kanako (* 1983), japanische Fußballspielerin
- Itō, Kazuki (* 1987), japanischer Fußballspieler
- Itō, Kazuyuki (* 1951), japanischer Astronom
- Itō, Keiichi (1917–2016), japanischer Schriftsteller
- Itō, Keisuke (1803–1901), japanischer Arzt und Botaniker
- Itō, Keisuke (* 2001), japanischer Fußballspieler
- Itō, Kenji (* 1976), japanischer Fußballspieler
- Itō, Kenshirō (* 1990), japanischer Skispringer
- Itō, Kenta (* 1999), japanischer Fußballspieler
- Itō, Kimiko (* 1946), japanische Jazzsängerin
- Itō, Kiyomi (* 1949), japanischer Eisschnellläufer
- Itō, Kiyonaga (1911–2001), japanischer Maler
- Itō, Kiyoshi (1915–2008), japanischer Mathematiker
- Itō, Kōji (* 1970), japanischer Sprinter
- Itō, Kunimitsu (* 1955), japanischer Langstreckenläufer
- Ito, Lance (* 1950), US-amerikanischer Jurist und StrafrichterLance Ito (* 1950)

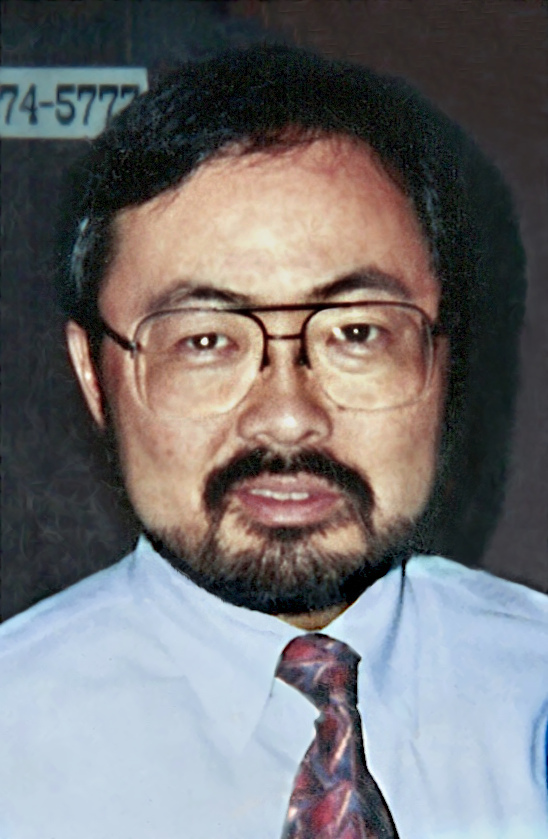
Lance Ito (* 1950)

- Ito, Lauren, US-amerikanische Filmproduzentin und Schauspielerin
- Itō, Mai (* 1984), japanische Marathonläuferin
- Itō, Makiko (* 1973), japanische Marathonläuferin
- Itō, Makito (* 1992), japanischer Fußballspieler
- Ito, Makoto (* 2000), japanischer Fußballspieler
- Ito, Mancio (1570–1612), japanischer Adeliger und Diplomat
- Itō, Masakazu (* 1988), japanischer Straßenradrennfahrer
- Itō, Masami (1919–2010), japanischer Rechtsgelehrter
- Itō, Masamitsu (* 1998), japanischer Skispringer
- Itō, Masanori (1889–1962), japanischer Journalist und Autor
- Itō, Masao (1928–2018), japanischer Neurowissenschaftler
- Itō, Masatoshi (1924–2023), japanischer Unternehmer
- Itō, Masayoshi (1913–1994), japanischer Politiker
- Ito, Masayuki Ito (* 1991), japanischer Boxer im Superfedergewicht
- Itō, Masumi (* 1957), japanische Singer-Songwriter und Komponistin
- Itō, Michio (1893–1961), japanischer Balletttänzer und Choreograph
- Itō, Midori (* 1969), japanische Eiskunstläuferin
- Itō, Miki (* 1987), japanische Freestyle-Skisportlerin
- Itō, Mima (* 2000), japanische TischtennisspielerinMima Itō (* 2000)

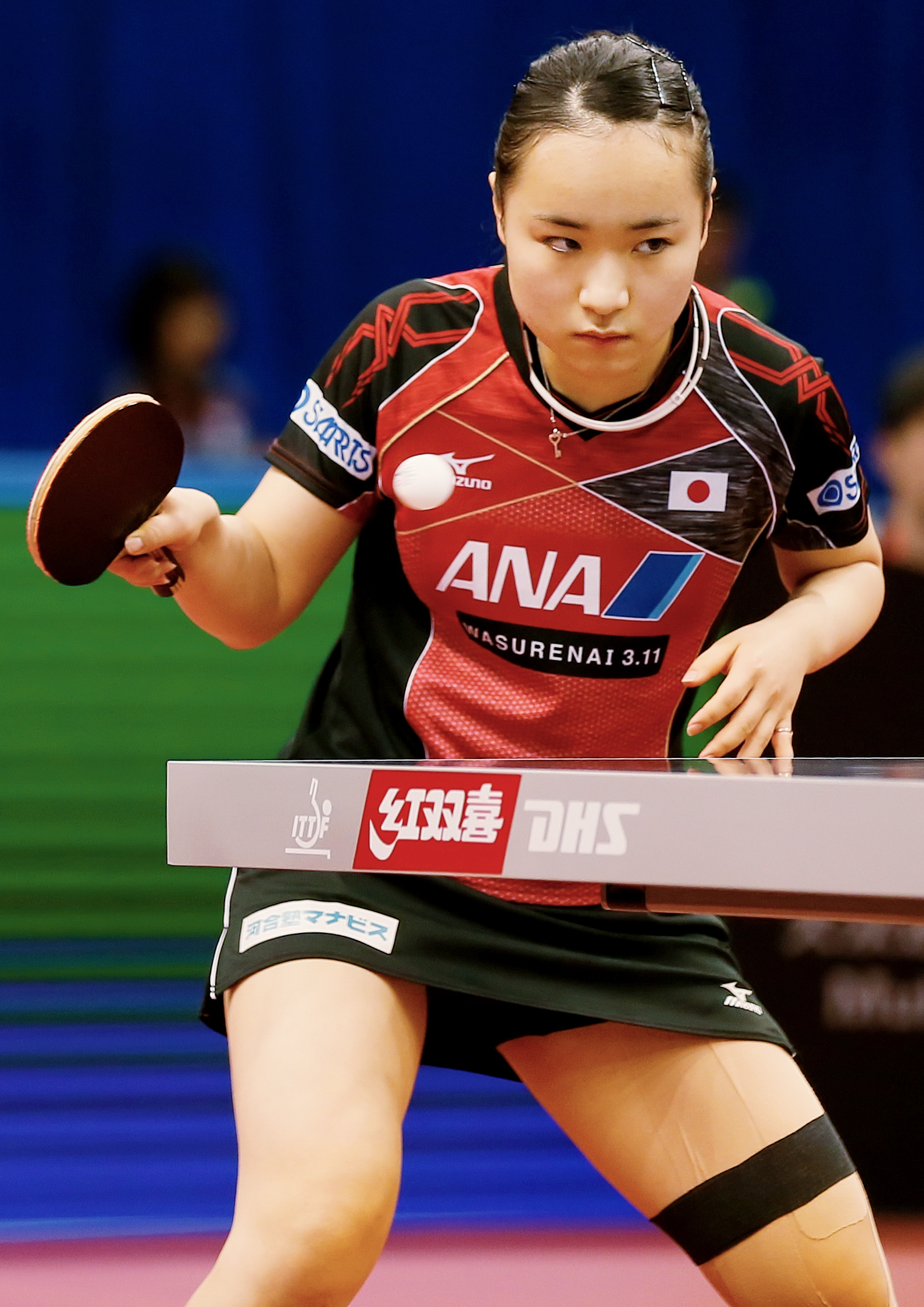
Mima Itō (* 2000)

- Itō, Misaki (* 1977), japanische Schauspielerin
- Itō, Miyoji (1857–1934), japanischer Politiker
- Itō, Naoji (* 1959), japanischer Fußballspieler und -trainer
- Itō, Naoto (* 1969), japanischer Skispringer
- Itō, Ren (1898–1983), japanischer Maler
- Itō, Rikuya (* 1998), japanischer Sprinter
- Ito, Robert (* 1931), kanadischer Schauspieler
- Itō, Ryoma (* 1999), japanischer Fußballspieler
- Itō, Ryōtarō (* 1998), japanischer Fußballspieler
- Itō, Ryūji (* 1990), japanischer Fußballspieler
- Itō, Sachio (1864–1913), japanischer Haiku-Dichter
- Itō, Sakio (1910–1971), japanischer Schriftsteller
- Itō, Sara (* 2001), japanische Fußballspielerin
- Itō, Satomi (* 1988), japanische Mode- und Kostümdesignern
- Itō, Sei (1905–1969), japanischer Schriftsteller
- Itō, Seiichi (1890–1945), Befehlshaber der japanischen Flotte im Zweiten WeltkriegItō Seiichi (1890–1945)

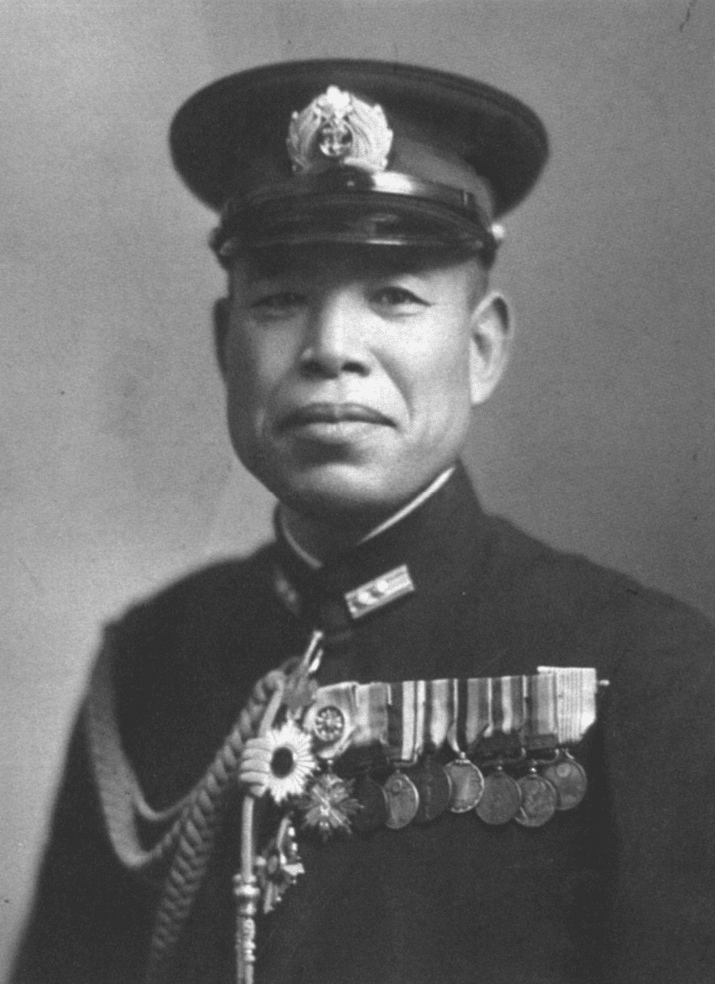
Itō Seiichi (1890–1945)

- Itō, Shigeo (* 1945), japanischer Tischtennisspieler
- Itō, Shingo (* 1979), japanischer Fußballspieler
- Itō, Shin’ichi (* 1966), japanischer Motorradrennfahrer
- Ito, Shinobu (* 1951), japanischer Jazz- und Fusionmusiker (Gitarre)
- Itō, Shinobu (* 1983), japanischer Fußballspieler
- Itō, Shinsui (1898–1972), japanischer Maler und Holzschnittkünstler der Shin-hanga-Richtung
- Itō, Shiori (* 1989), japanische Journalistin, Autorin und Filmemacherin
- Itō, Shizuka (* 1980), japanische Seiyū
- Itō, Shizuo (1906–1953), japanischer Lyriker
- Itō, Shō (* 1988), japanischer Fußballspieler
- Itō, Shōha (1877–1968), japanische Malerin
- Itō, Shun (* 1987), japanischer Fußballspieler
- Itō, Shun’ya (* 1937), japanischer Drehbuchautor und Filmregisseur
- Itō, Sōhaku (1896–1945), japanischer Maler
- Itō, Suguru (* 1975), japanischer Fußballspieler
- Itō, Sukechika († 1182), japanischer Samurai
- Itō, Sukeyuki (1843–1914), japanischer Flottenadmiral
- Itō, Tadahiko (* 1964), japanischer Politiker
- Itō, Takami (* 1971), japanischer Schriftsteller
- Itō, Takanobu (* 1954), japanischer Manager
- Itō, Takao (* 1952), japanischer Skispringer
- Itō, Takeo (1889–1965), General der kaiserlich japanischen Armee
- Itō, Takeshi (* 1987), japanischer Fußballspieler
- Ito, Taku (* 1993), japanischer Fußballspieler
- Itō, Takuma (* 1986), japanischer Fußballspieler
- Ito, Takumi (* 2000), guamischer Fußballspieler
- Ito, Takumi (* 2000), japanischer Fußballspieler
- Itō, Takuya (* 1974), japanischer Fußballspieler
- Itō, Takuya (* 1976), japanischer Fußballspieler
- Itō, Tatsuhiko (* 1998), japanischer Langstreckenläufer
- Itō, Tatsuma (* 1988), japanischer Tennisspieler
- Itō, Tatsuya (* 1997), japanischer Fußballspieler
- Itō, Teruyoshi (* 1974), japanischer Fußballspieler
- Itō, Tetsuya (* 1970), japanischer Fußballspieler
- Itō, Tōgai (1670–1736), japanischer Philosoph
- Itō, Tomohiko (* 1978), japanischer Fußballspieler
- Itō, Toshiyoshi (1840–1921), japanischer Vizeadmiral, Mitglied des Herrenhauses
- Ito, Toyo (* 1941), japanischer ArchitektToyo Ito (* 1941)

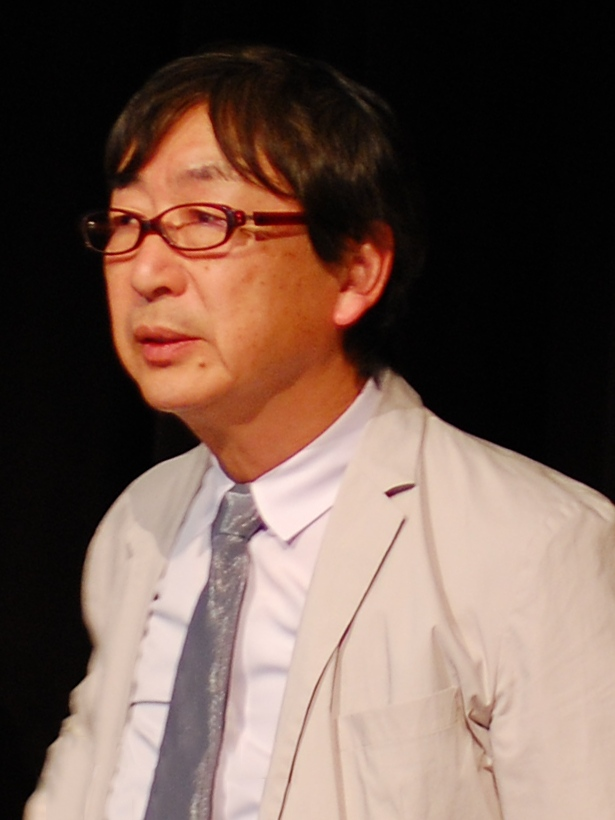
Toyo Ito (* 1941)

- Itō, Yasuhide (* 1960), japanischer Komponist und Pianist
- Itō, Yōji (1901–1955), japanischer Ingenieur und Wissenschaftler
- Itō, Yoshihiko, japanischer Skispringer
- Itō, Yūichi (* 1986), japanischer Tennisspieler
- Itō, Yūichirō (* 1947), japanischer Politiker
- Itō, Yūji (* 1965), japanischer Fußballspieler
- Itō, Yūki, japanischer Cellist
- Itō, Yūki (* 1994), japanische Skispringerin
- Itō, Yukitoshi (* 1993), japanischer Fußballspieler
- Itō, Yumi (1941–2016), japanische Sängerin
- Ito, Yumi (* 1990), Schweizer Jazzmusikerin und Schauspielerin
- Itō, Yuna (* 1983), US-amerikanische Sängerin
- Itō, Yurika (* 1991), japanische Ringerin
- Itō, Yūta (* 1992), japanischer Fußballspieler
- Itō, Yuzuki (* 1974), japanischer Fußballspieler
- Itoh, Makoto (1936–2023), japanischer Ökonom
- Itoh, Project (1974–2009), japanischer Science-Fiction-Autor
- Itoh, Tatsuo (1940–2021), japanisch-amerikanischer Hochfrequenztechniker und Hochschullehrer
- Itohara, Kōshirō (* 1998), japanischer Fußballspieler
- Itoi, Shigesato (* 1948), japanischer Texter, Essayist, Lyriker, Spieleentwickler und Schauspieler
- Itoje, Maro (* 1994), englischer Rugbyspieler
- Itoka, Aloysius (* 1961), deutscher Schauspieler und Theaterregisseur liberianischer Abstammung
- Itokawa, Hideo (1912–1999), japanischer Raketentechniker
- Itoku (553 v. Chr.–477 v. Chr.), 4. Tennō von Japan (510 v. Chr.–477 v. Chr.)
- Itonaga, Paul Shin’ichi (1928–2016), japanischer Geistlicher, römisch-katholischer Bischof von Kagoshima
- Itooka, Tomiko (1908–2024), japanische Supercentenarian
- Itosu, Ankō (1831–1915), japanischer Großmeister des Karate
- Itote, Waruhiu (1922–1993), kenianischer Rebellenführer im Mau-Mau-Aufstand in Kenia
- Itoua, Hervé (* 1942), kongolesischer Priester und Altbischof von Ouesso
- Itoudis, Dimitrios (* 1970), griechischer Basketballspieler und -trainer
- Itoungue Bogognie, Claude (* 2001), kamerunischer Leichtathlet
- Itoya, Juliet (* 1986), spanische Weitspringerin nigerianischer Herkunft
- Itoyama, Akiko (* 1966), japanische Schriftstellerin
- Itoyama, Eitarō (* 1942), japanischer Unternehmer und Politiker
- Itozono, Wasaburō (1911–2001), japanischer Maler

### Its
- Its, Alexander Rudolfowitsch (* 1952), russischer Mathematiker
- Itschert, Hans (1925–2014), deutscher Amerikanist und Hochschullehrer
- Itschert, Peter (1860–1939), deutscher Jurist und Politiker (Zentrum), MdR
- Itschner, Bruno (1940–2024), deutscher Ingenieur und Hochschullehrer
- Itschner, Emerson C. (1903–1995), US-amerikanischer Offizier, Generalleutnant der US-Army
- Itschner, Karl (1868–1953), Schweizer Maler, Zeichner, Grafiker, Illustrator, Lithograf, Zeichenlehrer
- Itsekiri, Usheoritse (* 1998), nigerianischer Sprinter
- Itsines, Kayla (* 1991), australische Personal Trainerin, Autorin und Unternehmerin
- Itskhoki, Oleg (* 1983), russisch-amerikanischer Wirtschaftswissenschaftler
- Itskovitch, Gily (* 1994), israelische Schauspielerin
- Itsuki, Hiroyuki (* 1932), japanischer Schriftsteller
- Itsuki, Yui (* 1984), japanische Rock- und Metal-Musikerin und Synchronsprecherin (Seiyū)

### Itt
- Itt, Edgar (* 1967), deutscher Leichtathlet, Olympiamedaillengewinner
- Itt, Frank (* 1960), deutscher Bassist, Musikproduzent, Autor und DozentFrank Itt (* 1960)

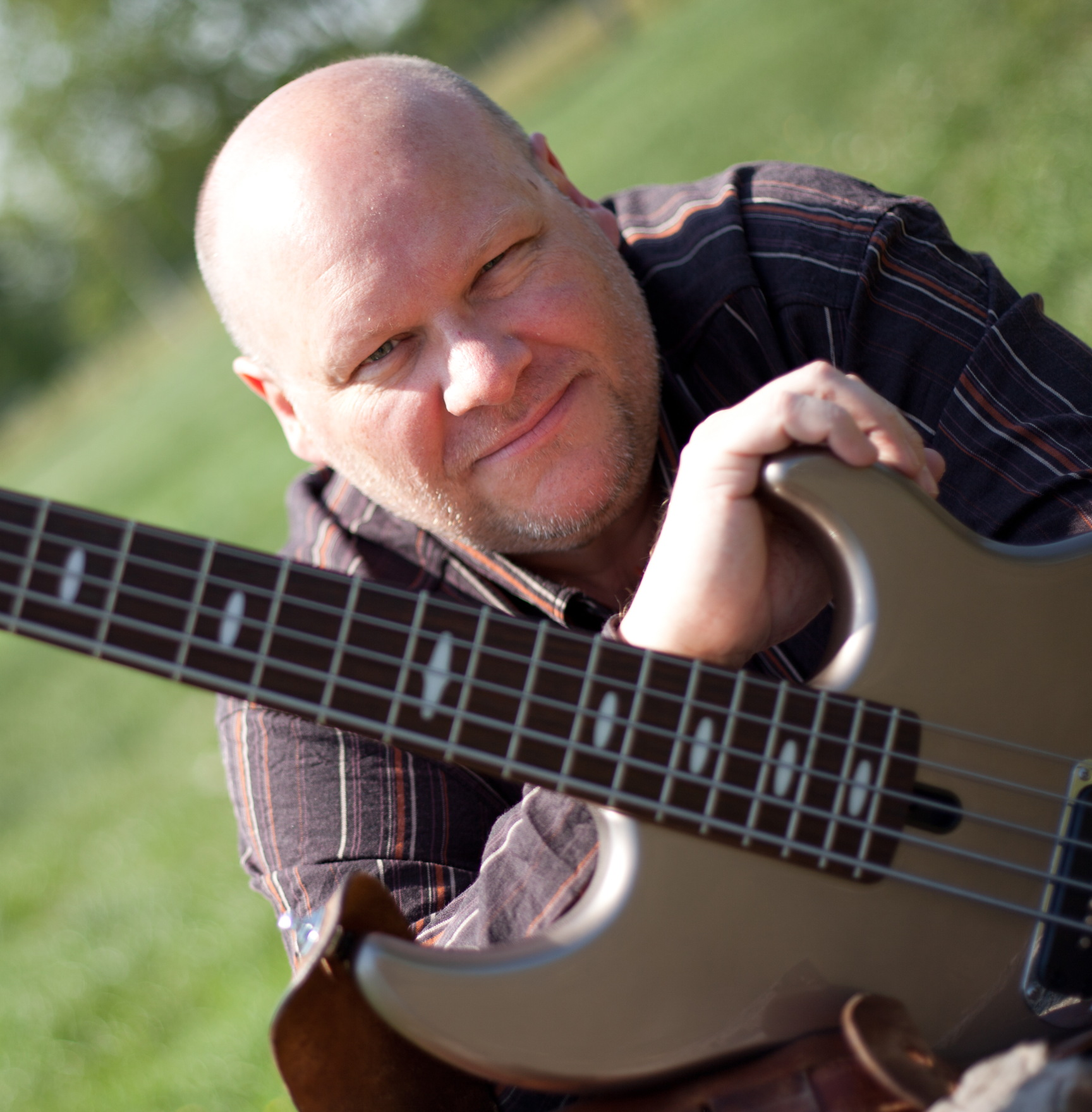
Frank Itt (* 1960)

- Itta, Egon (1890–1971), deutscher Maler
- Ittameier, Ernst (1893–1948), deutscher Politiker (NSDAP), MdR
- Ittar, Henryk (* 1773), polnisch-italienischer Architekt
- Ittar, Stefano (1724–1790), polnischer Architekt
- Itté, Sylvain (* 1959), französischer Diplomat
- Ittekkot, Venugopalan (* 1945), deutscher Meeresbiologe
- Ittel, Angela (* 1967), deutsche pädagogische Psychologin
- Ittel, Thomas H. (* 1957), deutscher Mediziner und Wissenschaftler
- Itten, Cedric (* 1996), Schweizer Fussballspieler
- Itten, Johannes (1888–1967), Schweizer Maler und KunstpädagogeJohannes Itten (1888–1967)

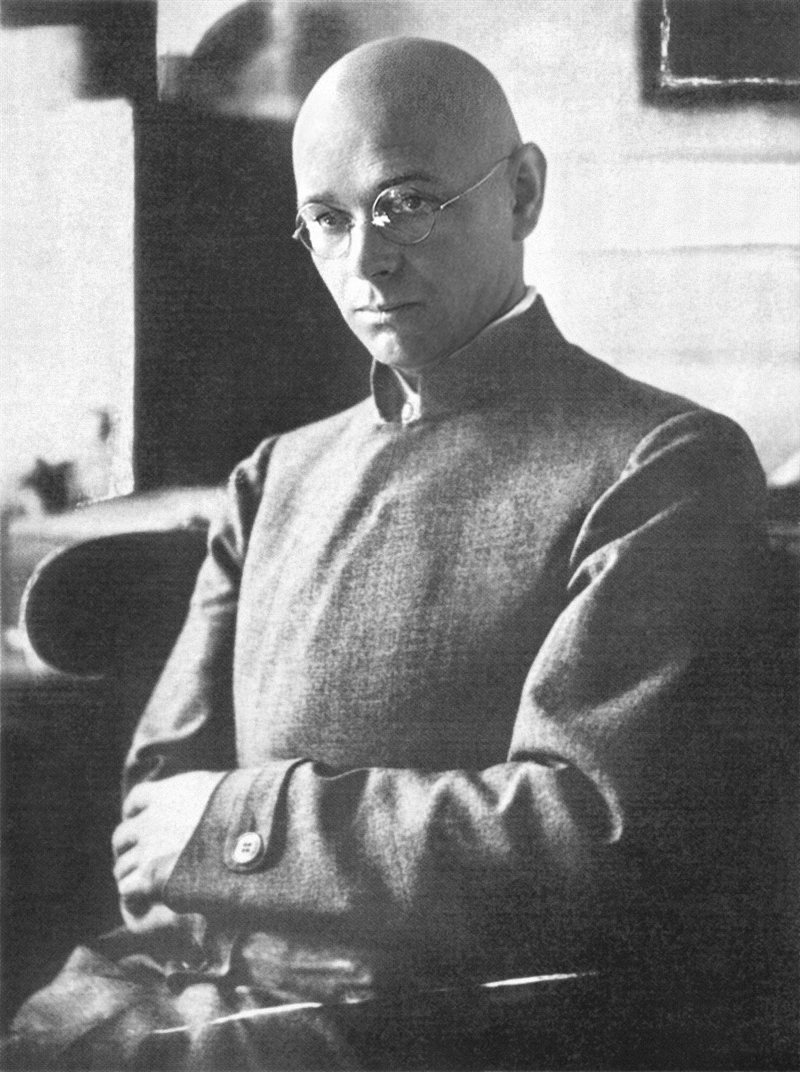
Johannes Itten (1888–1967)

- Itten, Klaus (1944–2023), Schweizer Geograph und Hochschullehrer
- Ittenbach, Franz (1813–1879), deutscher Maler der Düsseldorfer Malerschule und der Nazarener
- Ittenbach, Martina (* 1979), deutsche Schauspielerin
- Ittenbach, Max (1831–1908), deutscher Staatsanwalt und Politiker
- Ittenbach, Maximilian (* 1907), deutscher Altgermanist und Volkskundler
- Ittenbach, Olaf (* 1969), deutscher Horrorfilm-Regisseur
- Ittenbach, Wilhelmine (1851–1891), deutsche Malerin
- Ittensohn, Uwe (* 1965), deutscher Schriftsteller
- Itter, Davide (* 1999), deutscher Fußballspieler
- Itter, Gepa von, deutsche Adelige und Stifterin des Augustiner-Chorfrauenstifts Aroldessenden
- Itter, Käthe (1907–1992), deutsche Schauspielerin und Hörspielsprecherin
- Itter, Luca (* 1999), deutscher Fußballspieler
- Itter, Pascal (* 1995), deutscher Fußballspieler
- Ittermann, Robert (1886–1970), deutscher Bildhauer, Künstler und Zeichner
- Ittershagen, Steve (* 1976), deutscher Politiker (CDU), MdLSteve Ittershagen (* 1976)

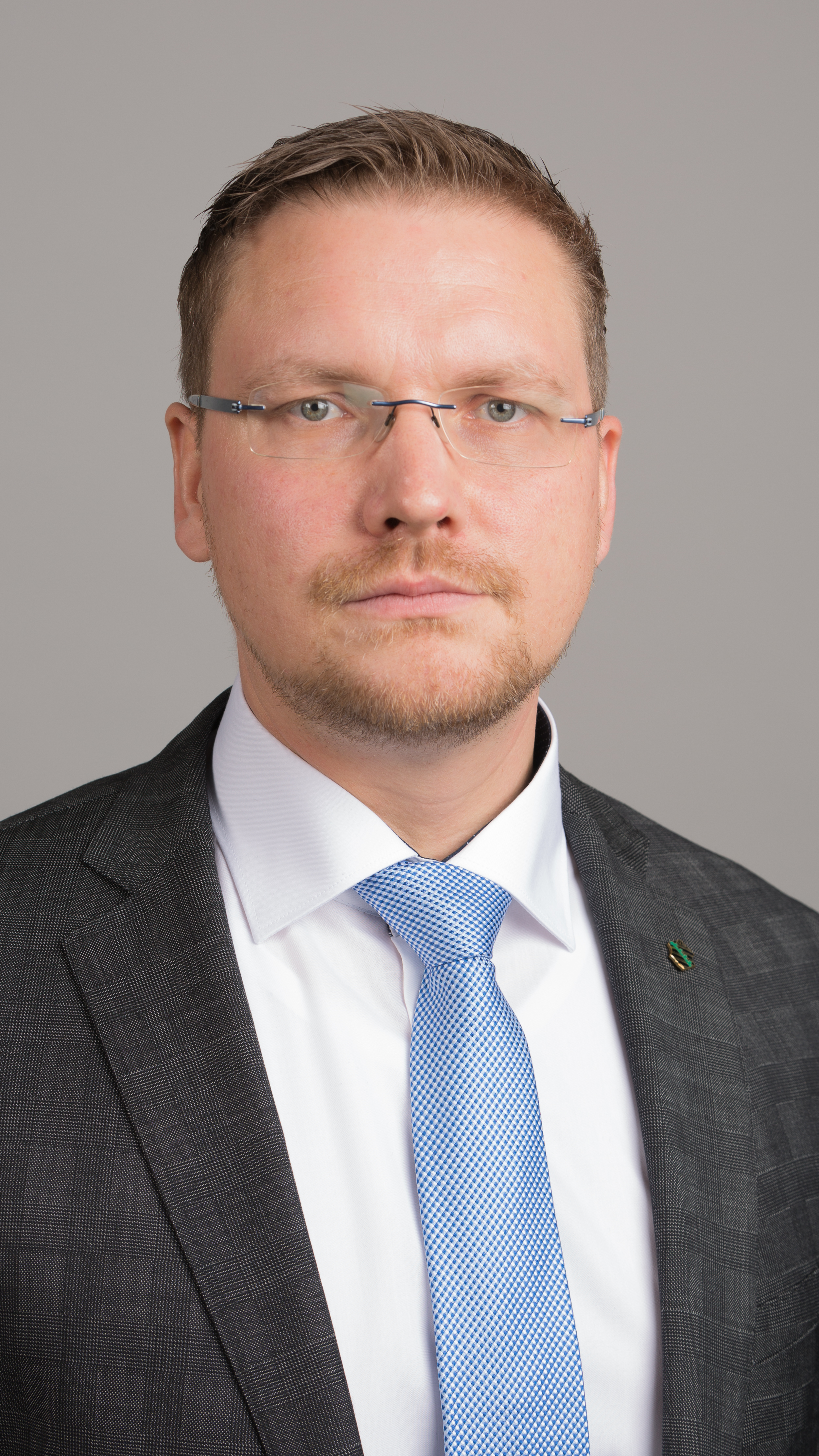
Steve Ittershagen (* 1976)

- Ittersum, Henrich von († 1660), Ritter des Deutschen Ordens
- Itthipol Yodprom (* 1994), thailändischer Fußballspieler
- Itthipon Kamsuprom (* 1998), thailändischer Fußballspieler
- Itthithepsan Kritakara (1890–1935), thailändischer Architekt und Künstler
- Itti, Laurent (* 1970), französischer Forscher im Bereich Computational Neuroscience
- Itti-ili-nībī, Herrscher der ersten Meerland-Dynastie
- Itti-Marduk-balāṭu, neubabylonischer Geschäftsmann und Mitglied der Familie Egibi
- Itti-Marduk-balāṭu († 1132 v. Chr.), König der zweiten Dynastie von Isin
- Ittig, Gottfried Nikolaus (1645–1710), deutscher Rechtswissenschaftler
- Ittig, Johannes (1607–1676), deutscher Mediziner, Logiker und Physiker
- Ittig, Thomas (1643–1710), deutscher lutherischer Theologe
- Ittikorn Kansrang (* 1995), thailändischer Fußballspieler
- Itting, Franz (1875–1967), deutscher Industriepionier
- Ittipol Akpatcha (* 1998), thailändischer Fußballspieler
- Ittlinger, Sandra (* 1994), deutsche Volleyball- und BeachvolleyballspielerinSandra Ittlinger (* 1994)

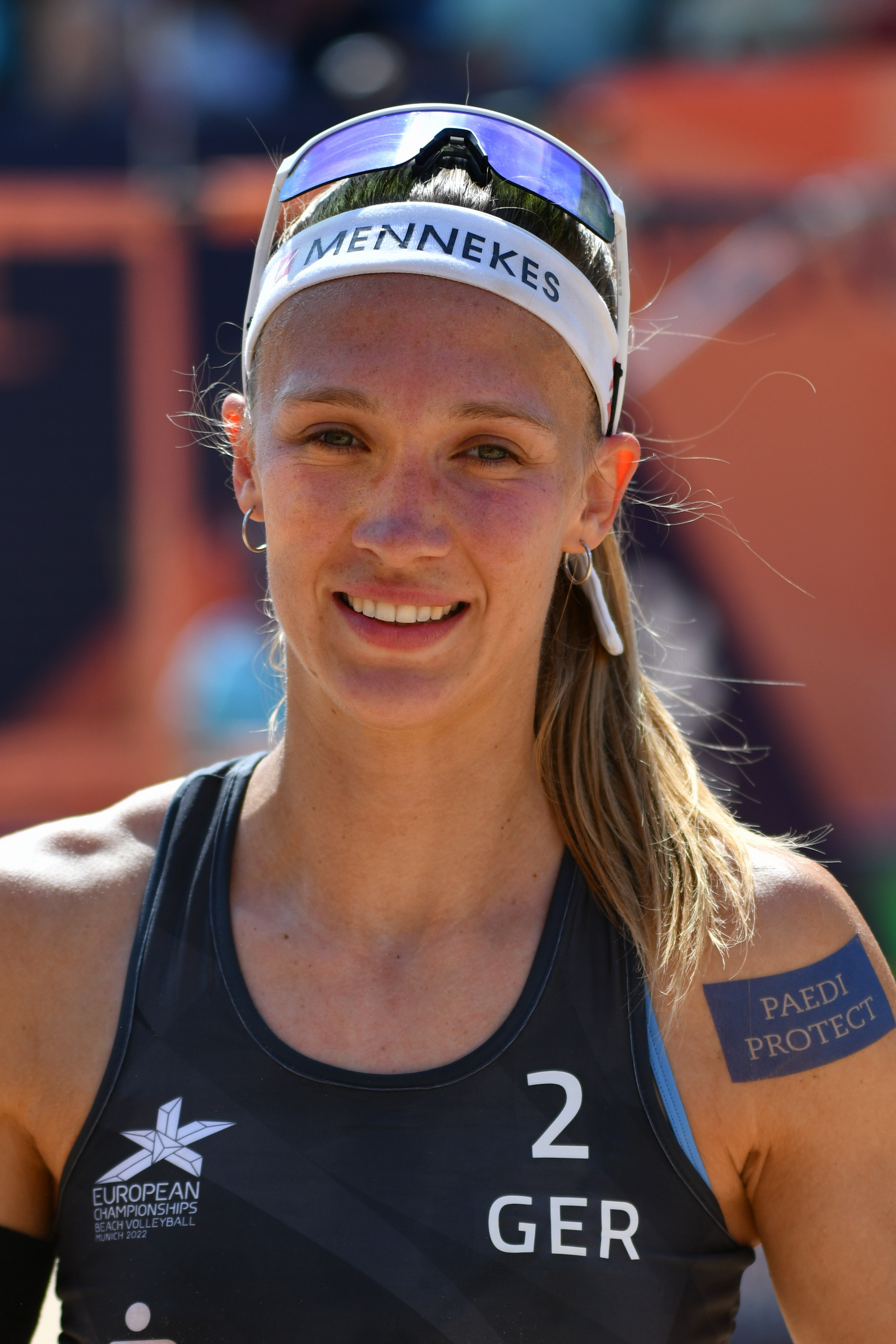
Sandra Ittlinger (* 1994)

- Ittmann, Johannes (1885–1963), evangelischer Missionar
- Ittmann, Wilhelm (1809–1864), deutscher Kaufmann und hessischer Landtagsabgeordneter
- Ittner, Alfred (1907–1976), deutscher SS-Oberscharführer – beteiligt an der „Aktion T4“ und der „Aktion Reinhardt“
- Ittner, Anthony F. (1837–1931), US-amerikanischer Politiker
- Ittner, Eva-Maria (* 1961), deutsche Degenfechterin
- Ittner, Gerhard (* 1958), deutscher Aktivist der Neonaziszene
- Ittner, Johanna (1932–2024), deutsche Fachlehrerin für Hauswirtschaft und Handarbeit
- Ittner, Joseph Albrecht von (1754–1825), deutscher Schriftsteller, Jurist und Diplomat
- Ittrich, Patrick (* 1979), deutscher Fußballschiedsrichter, Autor und Podcaster
- Ittzés, János (* 1944), lutherischer Theologe

### Itu
- Ituarte, Andoni (* 1919), venezolanischer Radrennfahrer
- Ituarte, Julio (1845–1905), mexikanischer Komponist und Pianist
- Itula, Panduleni (* 1957), namibischer Politiker, Rechtsanwalt und Zahnarzt
- Ituma, Julia (2004–2023), italienische Volleyballspielerin
- Ituño, Itziar (* 1974), spanische SchauspielerinItziar Ituño (* 1974)

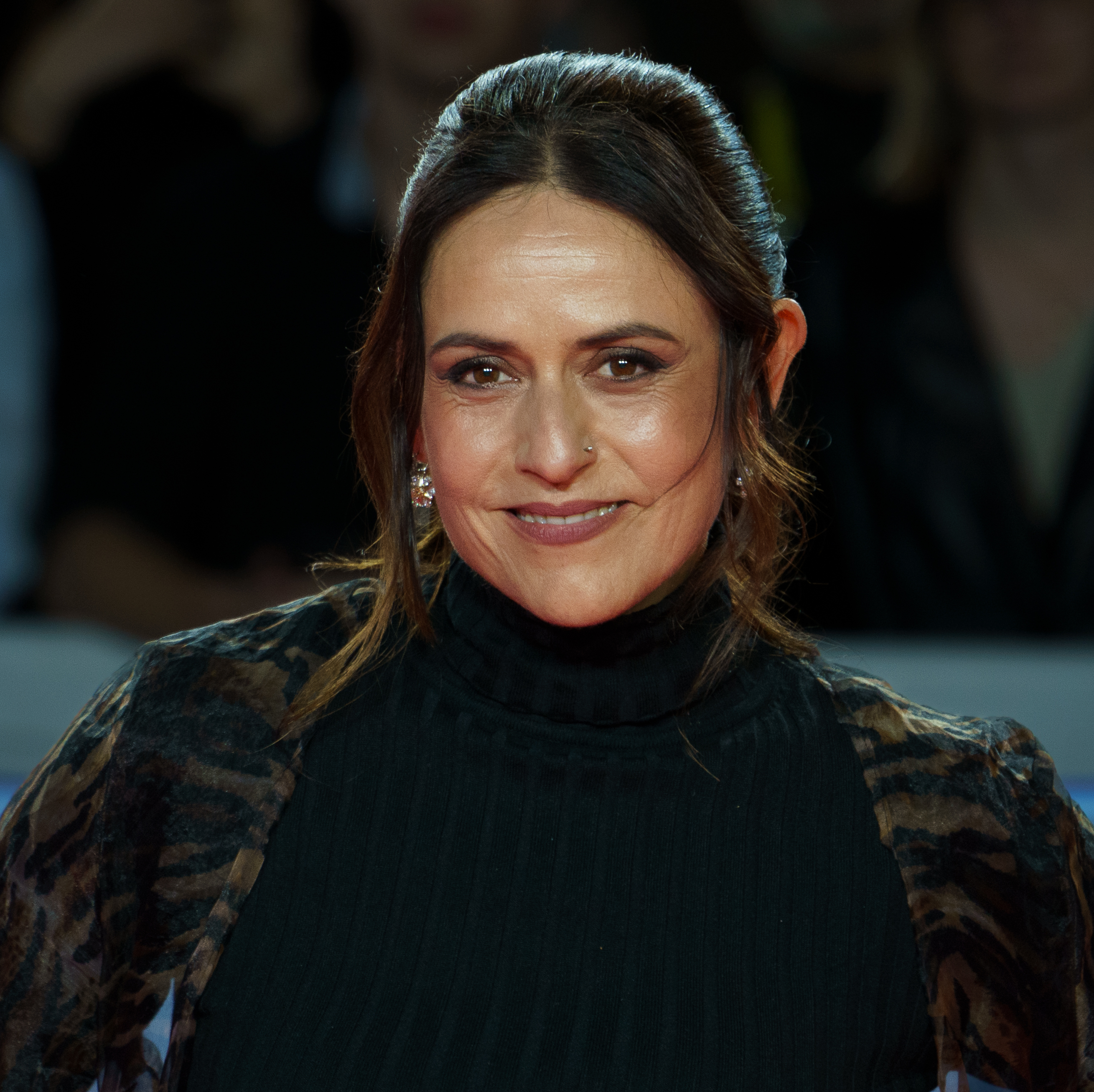
Itziar Ituño (* 1974)

- Iturat, Vicente (1928–2017), spanischer Radrennfahrer
- Iturbe, Gonzalo (1921–1959), spanischer Fußballspieler
- Iturbe, Iker (* 1976), spanischer Basketballspieler
- Iturbe, Juan (* 1993), argentinischer Fußballspieler
- Iturbe, Lola (1902–1990), spanische Autorin, Feministin, Anarchistin und Syndikalistin
- Iturbi, José (1895–1980), spanischer Dirigent, Komponist, Pianist, Musikpädagoge und Schauspieler
- Iturbide y Green, Agustín de (1863–1925), mexikanischer Kronprinz
- Iturbide, Adriana (* 1993), mexikanische Fußballspielerin
- Iturbide, Agustín de (1783–1824), mexikanischer Feldherr und Politiker
- Iturbide, Graciela (* 1942), mexikanische Fotografin
- Iturbide, Rebeca (1924–2003), mexikanische Schauspielerin
- Iturgaiz Angulo, Carlos José (* 1965), spanischer Politiker (Partido Popular), MdEP
- Iturra, Manuel (* 1984), chilenischer Fußballspieler
- Iturralde Palacios, Abel (1869–1935), bolivianischer Rechtsanwalt und Politiker
- Iturralde Rivero, Carlos (1926–2004), mexikanischer Fußballspieler und -trainer
- Iturralde, Jesús († 2012), mexikanischer Fußballspieler
- Iturralde, Pedro (1929–2020), spanischer Saxofonist, Komponist und Hochschullehrer
- Iturraspe, Ander (* 1989), spanischer Fußballspieler
- Iturraspe, Gorka (* 1994), spanischer Fußballspieler
- Iturrate, Renato (1922–2021), chilenischer Radsportler
- Iturria, Ignacio (* 1949), uruguayischer Maler und Grafiker
- Iturria, Mikel (* 1992), spanischer Radrennfahrer
- Iturria, Raúl (* 1935), uruguayischer Politiker
- Iturriaga, José Antonio (* 1970), peruanischer Badmintonspieler
- Iturriaza, Bernardo de (1608–1678), spanischer Jurist, Vizekönig von Peru
- Iturriberry, Juan José (* 1936), uruguayischer Komponist
- Iturrigaray, José de (* 1742), Vizekönig von Neuspanien
- Iturrino, Francisco (1864–1924), spanischer Maler
- Iturrioz, Marcia (* 1991), argentinische Handballspielerin
- Iturriza Guillén, Francisco José (1903–2003), venezolanischer Ordensgeistlicher, römisch-katholischer Bischof
- Iturriza, Victor (* 1990), kubanisch-portugiesischer Handballspieler
- Iturrizaga, Eduardo (* 1989), venezolanischer Schachspieler

### Itz
- Itzaina, Ana Carolina (* 1979), uruguayische Wasserspringerin
- Itzcóatl (1380–1440), Herrscher von Tenochtitlán (1427–1440)Itzcóatl (1380–1440)

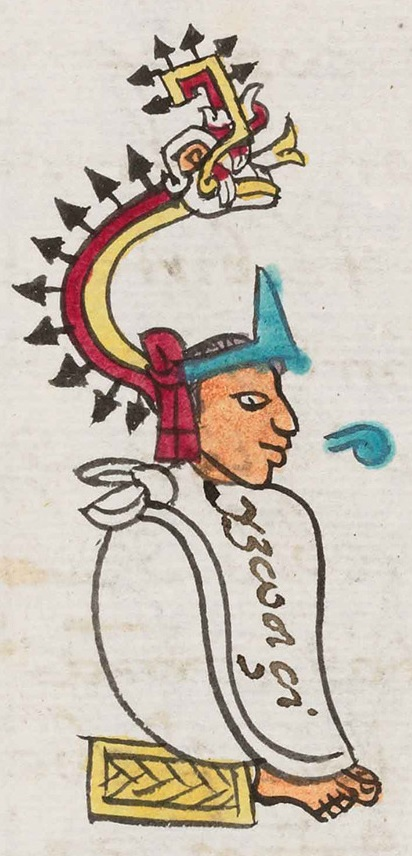
Itzcóatl (1380–1440)

- Itzek, Gerd (* 1947), deutscher Politiker (SPD), MdL
- Itzel, Constanze (* 1974), deutsche Kunsthistorikerin und Museumsleiterin
- Itzel, Ralf (* 1969), deutscher TV-Kommentator und Sportjournalist
- Itzenplitz, Adolf (1821–1883), deutscher Bildhauer
- Itzenplitz, August Friedrich von (1693–1759), preußischer Generalleutnant und Ritter des Schwarzen Adlerordens
- Itzenplitz, Charlotte Clementine von (1835–1921), Gutsherrin
- Itzenplitz, Eberhard (1926–2012), deutscher Film-, Theater- und Fernsehregisseur
- Itzenplitz, Ferdinand von (1835–1917), deutscher Verwaltungsbeamter sowie Regierungspräsident in Koblenz
- Itzenplitz, Frida von (1869–1921), deutsche Malerin
- Itzenplitz, Heinrich Friedrich von (1799–1883), preußischer Staatsmann, Naturwissenschaftler und Jurist
- Itzenplitz, Henriette Charlotte von (1772–1848), brandenburgische Adlige und Gutsherrin
- Itzenplitz, Joachim Christian Friedrich von (1706–1765), preußischer Generalmajor, Chef des Garnisonsregiments Nr. 7, Erbherr auf Jerchel
- Itzenplitz, Peter Alexander von (1768–1834), brandenburgischer Adliger und Gutsherr
- Itzerott, Dieter (1931–2020), deutscher Politiker (FDJ), MdV, SED-Funktionär, 2. Sekretär des Zentralrates der FDJ in der DDR
- Itzerott, Heinz (1912–1983), deutscher Naturwissenschaftler
- Itzerott, Marie (* 1857), deutsche Dichterin und Dramatikerin
- Itzhaki, Barak (* 1984), israelischer Fußballspieler
- Itzig, Daniel (1723–1799), preußischer Hoffaktor und jüdischer Bankier und Unternehmer
- Itzig, Isaak Daniel (1750–1806), preußischer Hofbaurat und jüdischer Unternehmer
- Itzigsohn, Hermann (1814–1879), deutscher Mediziner und Botaniker
- Itzigsohn, Miguel (1908–1978), argentinischer Astronom
- Itzik, Dalia (* 1952), israelische Politikerin
- Itzin, Gregory (1948–2022), US-amerikanischer SchauspielerGregory Itzin (1948–2022)

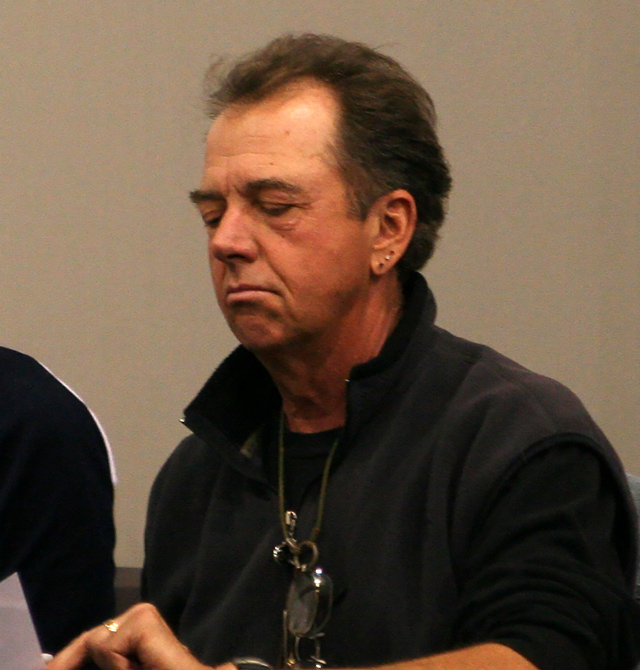
Gregory Itzin (1948–2022)

- Itzinger, Karl (1888–1948), österreichischer Schriftsteller
- Itzlfeldner, Johann Georg († 1790), Tittmoninger Bildhauer
- Itzstein, Johann Adam von (1775–1855), liberaler Politiker des badischen Landtags
- Itzykson, Claude (1938–1995), französischer theoretischer Physiker